# Cytotriplospora pini
Cytotriplospora pini är en svampart som beskrevs av Bayl. Ell. & Chance 1921. Cytotriplospora pini ingår i släktet Cytotriplospora, divisionen sporsäcksvampar och riket svampar.   Inga underarter finns listade i Catalogue of Life.